# Ripple (Worcestershire)
Ripple – wieś w Anglii, w hrabstwie Worcestershire, w dystrykcie Malvern Hills. Leży 18 km na południe od miasta Worcester i 154 km na północny zachód od Londynu. Miejscowość liczy 1500 mieszkańców.